# Finala Campionatului Mondial de Fotbal 1974
Finala Campionatului Mondial de Fotbal 1974 este meciul decisiv de la Campionatul Mondial de Fotbal din 1974. Meciul s-a jucat între Țările de Jos și Germania de Vest. Țările de Jos a deschis scorul în minutul doi printr-un penalti marcat de Johan Neeskens, ca 25 minute mai târziu, Paul Breitner să egaleze printr-un alt penalti. Gerd Müller a marcat golul victoriei în minutul 43, Germania trecându-și în palmares al doilea titlu mondial.

## Detaliile meciului
| Țările de Jos      | 1 – 2  | Germania de Vest               |
| ------------------ | ------ | ------------------------------ |
| Neeskens 2' (pen.) | Report | Breitner 25' (pen.) Müller 43' |

| Țările de Jos | Germania de Vest |

| Țările de Jos: |    |                     |     |     |
|                |    |                     |     |     |
| P              | 8  | Jan Jongbloed       |     |     |
| F              | 20 | Wim Suurbier        |     |     |
| F              | 17 | Wim Rijsbergen      |     | 69' |
| F              | 2  | Arie Haan           |     |     |
| F              | 12 | Ruud Krol           |     |     |
| M              | 6  | Wim Jansen          |     |     |
| M              | 13 | Johan Neeskens      | 40' |     |
| M              | 3  | Willem van Hanegem  | 23' |     |
| M              | 16 | Johnny Rep          |     |     |
| A              | 14 | Johan Cruijff (c)   | 45' |     |
| M              | 15 | Rob Rensenbrink     |     | 46' |
| Schimbări:     |    |                     |     |     |
| M              | 7  | Theo de Jong        |     | 69' |
| A              | 10 | René van de Kerkhof |     | 46' |
| Antrenor:      |    |                     |     |     |
| Rinus Michels  |    |                     |     |     |

| GERMANIA DE VEST: |    |                          |    |
|                   |    |                          |    |
| P                 | 1  | Sepp Maier               |    |
| F                 | 2  | Berti Vogts              | 4' |
| F                 | 5  | Franz Beckenbauer (c)    |    |
| F                 | 4  | Hans-Georg Schwarzenbeck |    |
| F                 | 3  | Paul Breitner            |    |
| M                 | 16 | Rainer Bonhof            |    |
| M                 | 14 | Uli Hoeneß               |    |
| M                 | 12 | Wolfgang Overath         |    |
| M                 | 9  | Jürgen Grabowski         |    |
| A                 | 13 | Gerd Müller              |    |
| M                 | 17 | Bernd Hölzenbein         |    |
| Antrenor:         |    |                          |    |
| Helmut Schön      |    |                          |    |

| Tușieri: Ramon Barreto Alfonso Gonzalez Archundia |